# Anastasio Somoza García
Pour les articles homonymes, voir García et Somoza (homonymie).
Anastasio Somoza García (1896-1956), est un homme d'État nicaraguayen. Il est officiellement le président du Nicaragua de 1937 à 1947, puis de 1950 à 1956, mais exerce de facto un pouvoir dictatorial de 1936 jusqu'à son assassinat. Il est le premier des Somoza à diriger le pays. La famille garde le contrôle du pays presque continuellement jusqu'à la chute d'Anastasio Somoza Debayle en 1979 à la suite de la révolution sandiniste.

## Jeunesse
Somoza naît le 1er février 1896, à San Marcos, dans le département de Carazo au Nicaragua. Il est le fils d'Anastasio Somoza Reyes, un riche planteur de café. Adolescent, il est envoyé vivre chez des parents à Philadelphie, où il poursuit des études supérieures à la Peirce School of Business Administration. Durant son séjour à Philadelphie, il rencontre sa future épouse, Salvadora Debayle Sacasa, membre d'une des familles les plus riches du Nicaragua, fille du Dr Luis Henri Pallais Debayle et de Casimira Sacasa Sacasa, elle-même fille de Roberto Sacasa Sarria, 44e et 46e président du Nicaragua. À son retour au Nicaragua, il tente sans succès d'entamer une carrière d'homme d'affaires.

## Carrière politique
En 1926, il rejoint la rébellion des libéraux qui soutiennent les aspirations présidentielles de Juan Bautista Sacasa, l'oncle de sa femme. Ce conflit entre conservateurs au pouvoir et libéraux est connu au Nicaragua sous le nom de « Guerre constitutionnelle », et aboutit à la création d'un gouvernement d'union nationale et au retour des Marines américains qui avaient déjà précédemment occupé le pays. Bien que Somoza n'a pas réussi à se distinguer dans la bataille, menant une attaque infructueuse sur la garnison de San Marcos, son anglais sans accent lui a permis de servir d'interprète pendant les négociations entre les partis belligérants dirigées par les Américains.
Le gouvernement du président José María Moncada (1929-1933), à qui il est vaguement apparenté, le nomme gouverneur du département de León, puis consul du Nicaragua au Costa Rica et enfin ministre des Affaires étrangères. Malgré son expérience militaire limitée, Somoza a parallèlement été capable de s'élever en grade dans la Garde nationale nicaraguayenne (Guardia Nacional), force de police organisée par l'US Marine Corps.
Après avoir mené six années de lutte acharnée contre les forces rebelles anti-américaines et opposées à l'oligarchie libérale du général Augusto Sandino, les Marines évacuent le pays en janvier 1933, après l'élection à la présidence de Juan Bautista Sacasa. À la demande pressante de l'ambassadeur américain Matthew E. Hanna, Somoza García est alors nommé directeur de la Garde nationale.
Au cours de pourparlers de paix, Somoza ordonne l'assassinat du général Sandino le 21 février 1934, violant ainsi d'un accord de sauf-conduit. L'assassinat de Sandino est suivi de l'assassinat de ses plus anciens partisans par la Garde nationale. En juin 1936, Somoza contraint Sacasa à la démission.

## Assassinat et héritage
En 1955, la Constitution est modifiée pour lui permettre de briguer un nouveau mandat. Le 21 septembre 1956, lors d'un bal organisé en son honneur dans la ville de León, il est atteint par plusieurs balles tirées par un poète de 27 ans, Rigoberto López Pérez, qui est aussitôt abattu. Anastasio Somoza García meurt huit jours plus tard après avoir été envoyé à un hôpital à Ancón, dans la zone américaine du Canal de Panama.
Son fils aîné, Luis Somoza Debayle, lui succède. Les fils de Somoza, Luis Somoza, né en 1922, et Anastasio Somoza Debayle, né en 1925, gouvernent le pays, directement ou par l'entremise d'hommes de paille lors des 23 années suivantes. Malgré la corruption généralisée et une répression violente de la dissidence, ils réussissent à s'accrocher au pouvoir parce que les États-Unis les considèrent comme des anti-communistes inconditionnels et une source de stabilité.
Somoza est inhumé avec son fils aîné au Cimetière occidental de Managua, dans le mausolée de la Garde nationale.

## « Notre fils de pute »
Bien que les Somoza soient généralement considérés comme des dictateurs impitoyables, les États-Unis ont continué à les soutenir en tant que bastion anti-communiste. Le président américain Franklin D. Roosevelt aurait fait remarquer en 1939 que « Somoza est peut-être un fils de pute, mais c'est notre fils de pute ».
Cependant, selon l'historien américain David Schmitz, les chercheurs et les archivistes qui ont fouillé les archives de la Bibliothèque présidentielle de Franklin Roosevelt n'ont trouvé aucune preuve que Roosevelt ait jamais fait cette déclaration. Cette déclaration est pour la première fois apparue dans le numéro de Time Magazine du 15 novembre 1948, et a plus tard été mentionnée dans un reportage diffusé sur CBS le 17 mars 1960 intitulé Trujillo : Portrait d'un dictateur. Dans cette émission, cependant, il est affirmé que Roosevelt a fait la déclaration en référence à Rafael Trujillo, président de la République dominicaine. Il convient encore de noter que cette déclaration a été attribuée à différentes administrations présidentielles des États-Unis à l'égard de dictateurs étrangers. Ainsi, au stade actuel, cette déclaration est apocryphe, bien que Roosevelt et ses successeurs ont appuyé la famille Somoza et leur domination sur le Nicaragua. Un autre historien, Andrew Crawley, affirme que la déclaration de Roosevelt est un mythe créé par Somoza lui-même.